# Franz Brodowski
Franz Brodowski (* 6. April 1922 in Bergenau; † 8. Mai 1997) war ein deutscher Politiker und Landtagsabgeordneter (SPD).

## Leben und Beruf
Nach dem Besuch der Volksschule und des Realgymnasiums mit dem Abschluss Abitur beantragte er am 4. Juni 1940 die Aufnahme in die NSDAP und wurde zum 1. September desselben Jahres aufgenommen (Mitgliedsnummer 7.698.871). Er studierte an einer Pädagogischen Hochschule und legte die erste und die zweite Staatsprüfung für das Lehramt an Volksschulen ab. 1962 und 1963 schlossen sich die Staatsprüfungen für das Lehramt an Lernbehindertenschulen und für das Lehramt an Sprachheilschulen an. Er war im Schuldienst, zuletzt als Rektor einer Lernbehindertenschule, tätig. 
1958 trat Brodowski in die SPD ein und war in zahlreichen Parteigremien aktiv, so z. B. als Vorsitzender des Stadtverbandes Dinslaken der SPD. Außerdem war er Mitglied der Gewerkschaft Erziehung und Wissenschaft und der Arbeiterwohlfahrt.

## Abgeordneter
Vom 29. Mai 1980 bis zum 30. Mai 1990 war Brodowski Mitglied des Landtags des Landes Nordrhein-Westfalen. Er wurde jeweils im Wahlkreis 064 Wesel III direkt gewählt.
Dem Rat der Stadt Dinslaken gehörte er von 1961 bis 1980 an.